# Guido Reni
Guido Reni, född 4 november 1575 i Bologna, Italien, död 18 augusti 1642 i Bologna, var en italiensk målare under barockepoken. Han var en förfinad kolorist och känslig tecknare och räknas som den som fulländade den eklektiska klassicismen. Renis ofta melodramatiska framställningar av så vitt skilda motiv som Kristus, Lucretia och Kleopatra var mycket eftersökta.

## Biografi
Reni föddes i en musikerfamilj i Bologna. Som nioåring sattes han i lära hos Denis Calvaert, där även Francesco Albani och Domenichino var lärjungar. Reni och Albani stod varandra nära, men detta förvandlades till rivalitet allteftersom de växte upp. Innan Reni fyllt tjugo år, anslöt han sig till den rivaliserande Accademia degli Incamminati under Ludovico Carraccis ledning. 1602–1614 vistades han i Rom tillsammans med Albani. Under påven Paulus V:s tid rönte han stor uppmärksamhet och uppskattning.
Reni fick i uppdrag att måla det påvliga kapellet i Quirinalpalatset, men ansåg att påvens ministrar betalade honom för lite och lämnade Rom för Bologna. Paulus V lät hämta honom och arrangerade med bostad med mera för honom. En annan gång lämnade han Rom för Neapel, där han fått i uppdrag att måla Gennarus kapell. Vid den tiden styrde och ställde en konstnärsklick bestående av Belisario Corenzio, Battistello Caracciolo och Jusepe de Ribera, och dessa motsatte sig i hög grad att konstnärer utifrån utförde uppdrag i Neapel. Reni återvände till Rom men återvände ånyo till Bologna.
I Bologna etablerade Reni en omtalad och produktiv målarskola. Han stannade nu huvudsakligen i Bologna, men gjorde en resa till Ravenna, där han tillsammans med tre lärjungar utsmyckade kapellet i katedralen med sin berömda målning Israeliterna samlar manna. Ett av hans mest kända verk är Aurora, en 280 × 700 cm stor fresk utförd för Casino Rospigliosi i Rom 1612–1614.

## Bilder

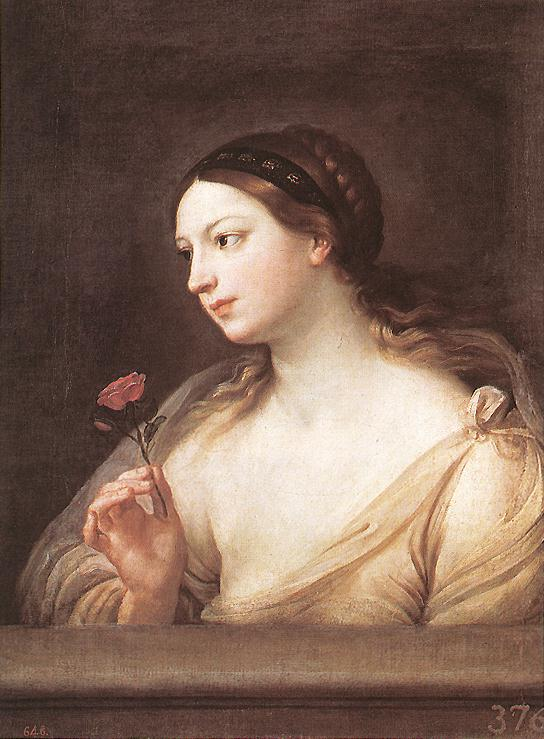
Flicka med ros.
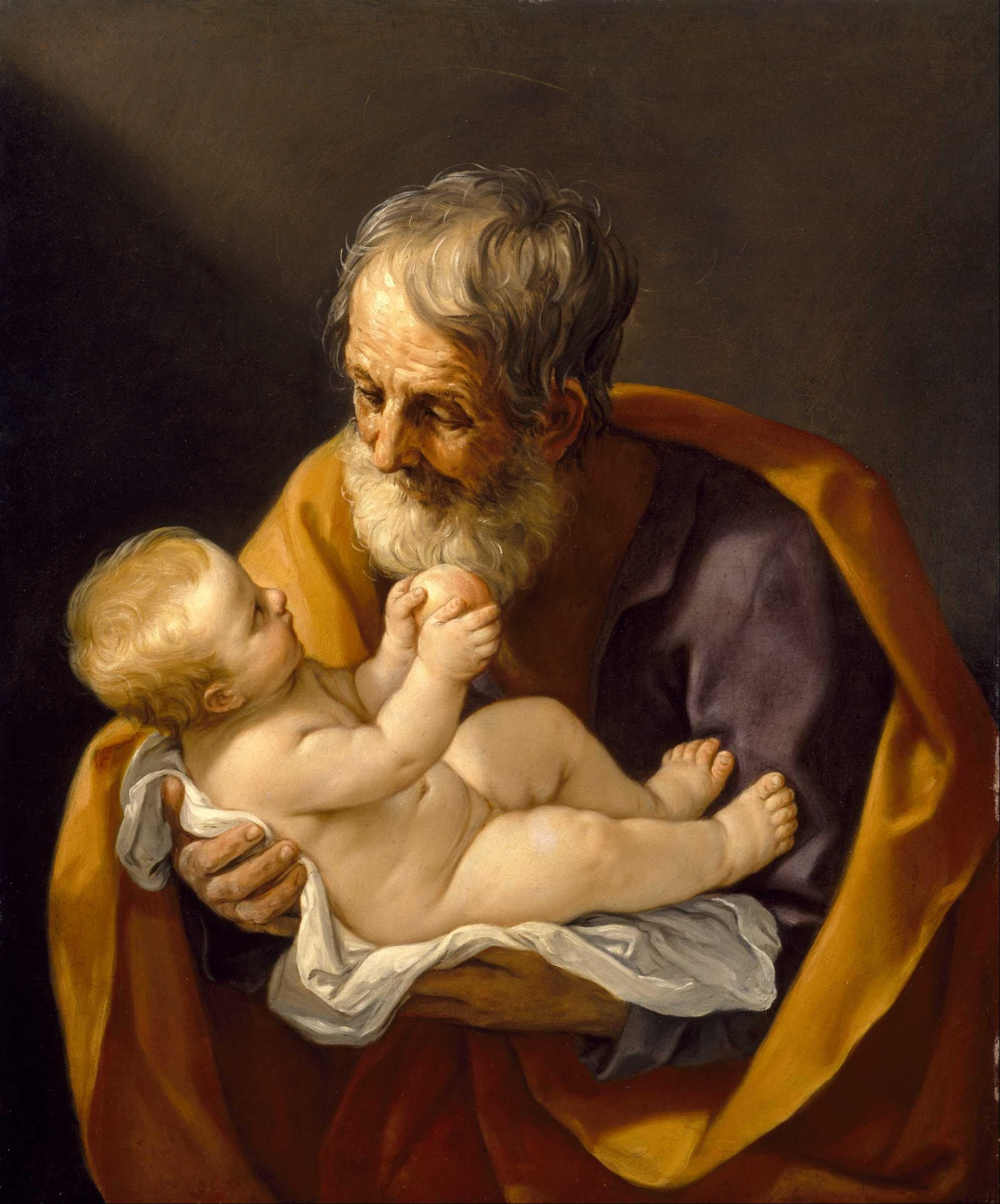
Den helige Josef med Jesusbarnet.
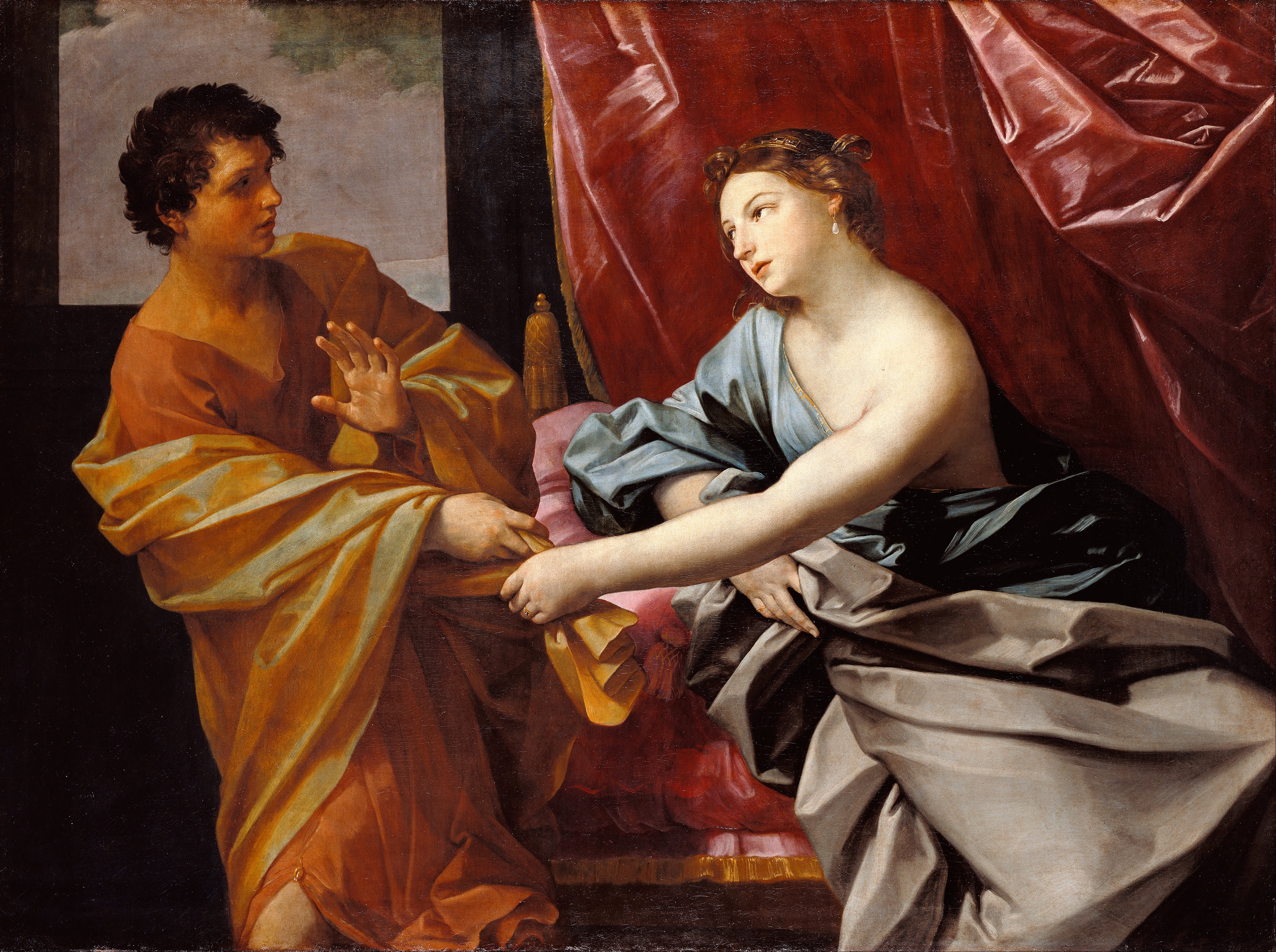
Josef och Potifars hustru.
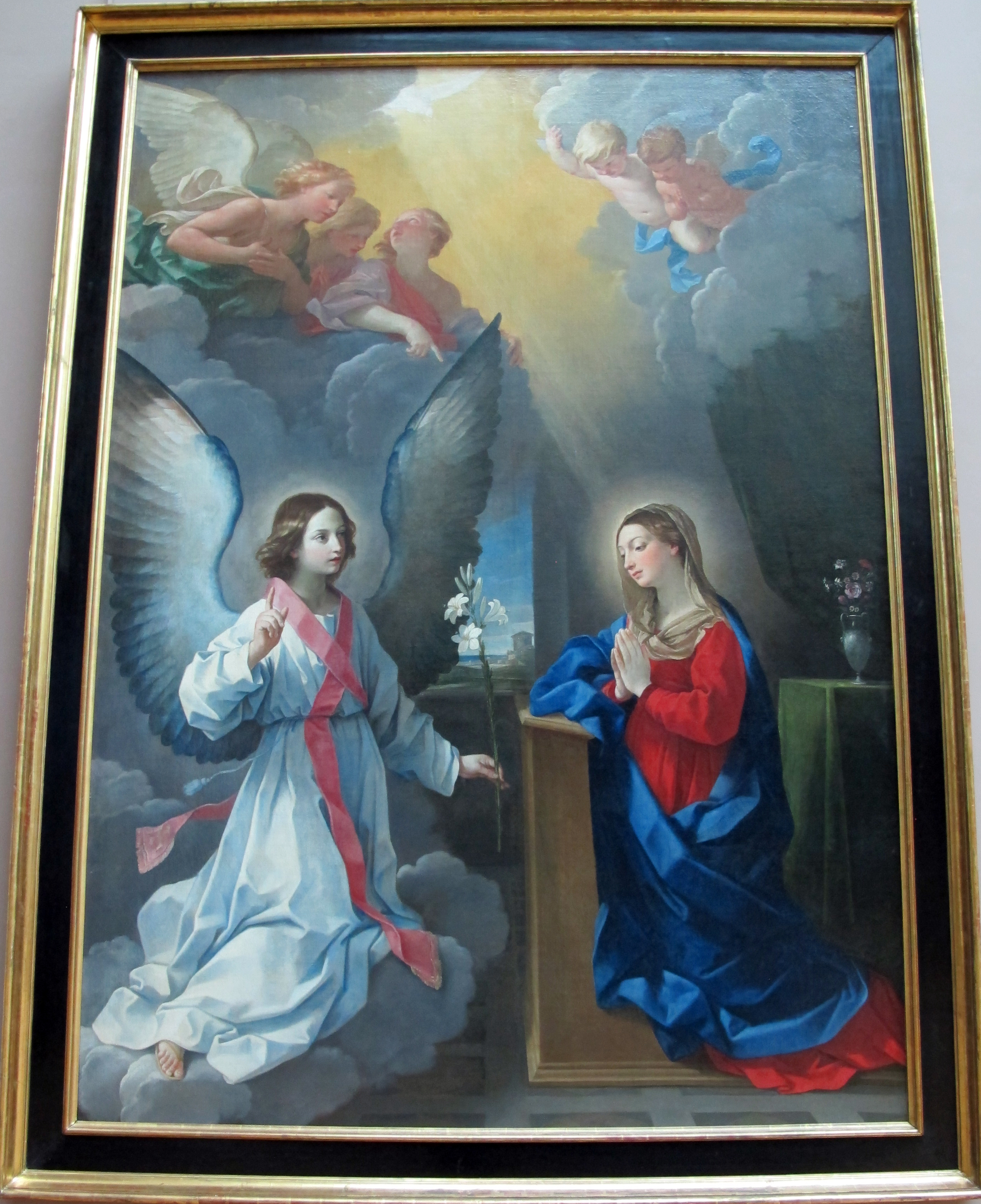
Bebådelsen.